# Зольман, Мелитта
Мелитта Зольман (нем. Melitta Sollmann; род. 20 августа 1958, Гота, округ Эрфурт, ГДР) — немецкая саночница, выступавшая за сборную ГДР в конце 1970-х — середине 1980-х годы. Принимала участие в зимних Олимпийских играх 1980 года в Лейк-Плэсиде и в программе женских одиночных заездов выиграла серебряную медаль. Прежде чем закрепиться в составе взрослой национальной команды, одержала уверенную победу на молодёжном чемпионате Европы 1977 года.
Мелитта Зольман является обладательницей трёх медалей чемпионатов мира, в её послужном списке две золотые награды (1979, 1981) и одна серебряная (1983). Трижды спортсменка становилась призёркой чемпионатов Европы, в том числе дважды была первой (1979, 1980) и один раз третьей (1982). Лучший результат на Кубке мира показала в сезоне 1982—1983, когда в общем зачёте программы женских одиночных заездов поднялась до третьей позиции.